# 马元海
马元海（1888年—1951年1月19日）字子涵，回族，民國軍閥集團馬家軍將領，甘肃河州（今临夏回族自治州临夏县）西乡莫尼沟人。

## 生平
清朝光绪十四年（1888年），马元海生于甘肃河州莫尼沟。1913年（民国二年），在西宁镇守使署随舅父马麒居住。1918年（民国七年），出任宁海军步前营帮办，驻防贵德县。1921年（民国十年），任宁海军骑右营营长，但仍在贵德县居住。
1929年2月5日（民国十八年农历腊月廿九日），马仲英反抗国民革命军，途经贵德，马元海和驻贵德的宁海军统领（营长）马朝选、贵德县县长黄文濬投诚马仲英，并将130多支步枪送给马仲英。
1931年至1937年，马元海多次参加马步芳对海西天峻、果洛、同仁、泽库、同德、贵南等地藏族牧民的镇压，屠杀大批藏族民众，抢掠财物，焚毁藏传佛教寺院。
1933年（民国廿二年）2月到5月，马元海参加了马步芳、马鸿逵合力阻止孙殿英西进的宁夏之战，马元海任前敌指挥。1933年夏，马元海和回族绅士马成德（商会会长）、喇秉德等主持并捐资修建了河阴清真大寺。同年，马步芳任命马元海为青海南部边区警备司令部（马步芳兼任司令）第二旅旅长，贾延令任参谋长，第二旅辖两个团，一团团长为以秉忠，二团团长为贡葛环觉（河南蒙旗亲王）。该团士兵主要为河南牧区的旗人，人数较少。
1936年7月下旬，马步芳作为新编第二军军长兼一百师师长、青海南部边区警备司令，率骑兵一、二团抵达贵德，会见马元海，部署青海南部反共防线。8月5日，马元海陪马步芳赴河南蒙旗视察当地防务。1936年10月，为堵截中国工农红军西路军西进，马步芳任命马元海为指挥。同年11月，兵力经过重新配备，马元海升为步骑总指挥，在甘肃河西堵截西路军，取得胜利。
1939年7月（民国廿八年农历六月），马步芳电请马元海以国民政府中央派护送专使名义，护送达赖转世灵童拉木登珠自西宁进入西藏，十月完成该事宜。
1945年10月（民国卅四年农历九月），马元海朝觐阿拉伯圣地。同年12月10日，在青海省参议会第一届代表大会第一次会议上，马元海当选为青海省参议会议长。马步芳以其为议长，既是为笼络马元海，又是因为马元海不识字，便于副议长高文远掌权。
1949年6月14日（民国卅八年农历五月），经马步芳暗示，青海省政府秘书长高文远在青海集合部属400人，组成青海代表团，以马元海为团长，携3500匹军马自西宁赴兰州，祝贺马步芳出任西北军政长官公署长官。
1949年8月，马元海、马元祥（原马步芳手下第八十二军少将高参）集合部分兰州战役中溃败的马步芳残部，准备经柴达木盆地赴新疆逃往国外。1949年10月25日，经共和县人民政府劝降，马元海、马元祥在切吉草原率残部投降。
1951年1月19日（农历腊月十二日），马元海在西宁东关的私宅“敦庆公”内病逝，享年63岁。